# Bruno Ibeh
Bruno Ibeh, vollständiger Name Chibuzor Bruno Ibeh, (* 15. April 1995 in Owerri) ist ein Nigerianischer Fußballspieler.

## Karriere
Der 1,90 Meter große Mittelfeldakteur Ibeh war in seiner nigerianischen Heimat für die Jobi Sports Academy Lagos aktiv. Er wechselte Anfang Oktober 2015 vom Nachwuchsteam Nacional Montevideos zum Club Atlético Torque. In der Spielzeit 2015/16 bestritt er dort 16 Spiele in der Segunda División. Einen Treffer erzielte er dabei nicht. In der Saison 2016 kam er in einer Partie (kein Tor) der zweithöchsten uruguayischen Spielklasse zum Einsatz. Mitte Januar 2017 verpflichtete ihn der Erstligist Sud América. Dort lief er in fünf Erstligabegegnungen (kein Tor) auf. Im Juli 2017 unterschrieb er einen Einjahresvertrag mit Option auf ein weiteres Jahr beim israelischen Klub Hapoel Akko, nachdem er bei den Israelis in einem Probetraining überzeugt hatte.